# Wydział Mechaniczny Politechniki Lubelskiej
Wydział Mechaniczny Politechniki Lubelskiej – najstarszy wydział Politechniki Lubelskiej.

## Historia
Wydział Mechaniczny jest najstarszym wydziałem Politechniki Lubelskiej, powstał z dniem powstania Wieczorowej Szkoły Inżynierskiej w Lublinie. W roku 1973 w związku z wprowadzeniem nowej struktury organizacyjnej w uczelni dotychczasowy Wydział Mechaniczny staje się Instytutem Technologii i Eksploatacji Maszyn. W tym samym roku Instytut jako pierwszy z wydziałów Wyższej Szkoły Inżynierskiej, rozpoczął kształcenie na studiach dziennych w systemie studiów magisterskich.
W roku 1976 oddano do użytku Instytutu nowy gmach przy ul. Nadbystrzyckiej 36, co poprawiło warunki naukowo-dydaktyczne. W roku 1984 ponownie zmieniono organizację uczelni – zostaje powołany Wydział Mechaniczny i Organizacji, w skład zostaje włączony Instytut Technologii i Eksploatacji Maszyn.
W roku 1988 Wydział Mechaniczny i Organizacji zostaje przekształcony w dwie nowe jednostki: Wydział Mechaniczny oraz Wydział Zarządzania i Podstaw Techniki.
W latach 2011-2012 Wydział przeszedł gruntowny remont całego budynku w ramach Regionalnego Programu Operacyjnego Województwa Lubelskiego Osi Priorytetowej VIII Infrastruktura społeczna Działania 8.1 Infrastruktura dydaktyczna i społeczna szkół wyższych: „Modernizacja bazy dydaktycznej Wydziału Mechanicznego Politechniki Lubelskiej”. Łączny koszt realizacji projektu wynosił 12,8 mln PLN (ok. 9.1 mln PLN ze środków europejskich).
Po postępowaniu dot. kompleksowej oceny jakości działalności naukowej lub badawczo-rozwojowej jednostek naukowych 2017, po odwołaniu, decyzją Ministra Nauki i Szkolnictwa Wyższego - Jarosława Gowina z dn. 23.05.2018 r. - wyróżniony najwyższą kategorią A+ .

## Edukacja
Obecnie wydział prowadzi kształcenie na kierunkach:
- Inżynieria Biomedyczna (kierunek prowadzony do niedawna we współpracy z Uniwersytetem Medycznym w Lublinie obecnie z Wydziałem Elektrotechniki i Informatyki),
- Inżynieria Materiałowa,
- Inżynieria Produkcji,
- Mechanika i Budowa Maszyn,
- Mechatronika (kierunek prowadzony wspólnie z Wydziałem Elektrotechniki i Informatyki),
- Robotyzacja procesów wytwórczych,
- Transport,
- Zarządzanie i Inżynieria Produkcji (kierunek prowadzony wspólnie z Wydziałem Zarządzania)

oraz na studiach doktoranckich (III stopnia) w dyscyplinie:
- Budowa i Eksploatacja Maszyn.

## Nadawanie tytułów
Wydział posiada prawa doktoryzowania w dyscyplinie:
- Inżynieria Mechaniczna

oraz prawa nadawania stopnia doktora habilitowanego w dyscyplinie:
- Inżynieria Mechaniczna.

## Poczet dziekanów
Od powstania Wydziału jego dziekanami byli:
- doc. mgr inż. Stanisław Podkowa (1953–1964),
- doc. mgr inż. Seweryn Bobiński (1964–1966),
- doc. mgr inż. Ryszard Cylc (1966–1969),
- doc. mgr inż Jerzy Budzyński (1970–1973),
- doc. mgr inż Marian Sońta (1973–1977),
- prof. dr inż. Tadeusz Opolski (1977–1978),
- prof. dr inż. Henryk Popko (1982–1984),
- doc. mgr inż. Ryszard Cylc (1984–1987),
- prof. dr inż. Jan S. Kowal (1987–1990),
- prof. dr hab. inż. Wiesław S. Weroński (1990–1996),
- prof. dr hab. inż. Andrzej Weroński (1996–1999),
- prof. dr hab. inż. Andrzej Niewczas (1999–2005),
- prof. dr hab. inż. Henryk Komsta (2005–2012),
- prof. dr hab. inż. Zbigniew Pater (2012–2020).

## Obecne władze
- Dziekan – prof. dr hab. inż. Hubert Dębski[5],
- Prodziekan do spraw studenckich – dr hab. inż. Marek Borowiec[5],
- Prodziekan ds. kształcenia – dr inż. Tomasz Jachowicz[5],
- Prodziekan ds. ogólnych – dr hab. inż. Sylwester Samborski[5].

## Organizacja wydziału
Obecnie wydział stanowi dwanaście katedr:
- Katedra Automatyzacji,
- Katedra Fizyki Stosowanej,
- Katedra Informatyzacji i Robotyzacji Produkcji
- Katedra Inżynierii Materiałowej,
- Katedra Obróbki Plastycznej Metali,
- Katedra Mechaniki Stosowanej,
- Katedra Podstaw Inżynierii Produkcji,
- Katedra Podstaw Konstrukcji Maszyn i Mechatroniki,
- Katedra Pojazdów Samochodowych,
- Katedra Technologii i Przetwórstwa Tworzyw Polimerowych,
- Katedra Termodynamiki, Mechaniki Płynów i Napędów Lotniczych,
- Katedra Zrównoważonego Transportu i Źródeł Napędu[6].